# Звонок из Чикаго
«Звонок из Чикаго» (англ. Chicago Calling) — фильм нуар режиссёра Джона Рейнхардта, который вышел на экраны в 1951 году.
Фильм рассказывает о неудачливом пьющем фотографе Билле Кэнноне (Дэн Дьюриа), которого бросает жена, уезжая с дочерью в другой город. Когда по дороге они попадают в автоаварию, Билл отчаянно ищет деньги, чтобы позвонить в Чикаго и узнать об их судьбе. Познакомившись в процессе поисков с несчастным одиноким мальчиком, Билл настолько сближается с ним, что после известия о смерти дочери, называет его своим сыном.
Отметив слабости в завязке и развитии сюжета, критики при этом отметили, что фильм хорошо смотрится благодаря сильной игре Дьюриа.

## Сюжет
Ранним утром в Лос-Анджелесе после очередной ночной гулянки домой возвращается подававший когда-то большие надежды, а ныне неудачливый фотограф Уильям «Билл» Р. Кэннон (Дэн Дьюриа). Во дворе около дома его встречает дочь Нэнси (Мелинда Плоумен), которая сообщает ему, что они с мамой уезжают к бабушке в Балтимор. Зайдя в квартиру, Билл видит, как жена Мэри (Мэри Андерсон) собирает вещи. Билл, который любит жену и дочь, пытается уговорить Мэри остаться, однако она отвечает, что слишком долго терпела его пьянство и его обещания бросить пить, но теперь её терпению пришёл конец. Несмотря на то, что Мэри по-прежнему любит Билла, она приняла твёрдое решение завтра уехать, чтобы сохранить свои чувства и окончательно не потерять веру в мужа. Ради экономии средств Мэри договорилась, чтобы они поехали в легковом автомобиле вместе с другими людьми, которые за умеренную плату согласились взять их с собой. Чтобы оплатить их поездку, Билл вынужден заложить свою фотокамеру, без которой вряд ли сможет найти работу. Отдав Мэри деньги, он идёт на прогулку с ней и Нэнси, говоря жене, что попрощается с ними сегодня, так как завтра для него это будет слишком больно. На следующее утро он тайно наблюдает, как они уезжают, после чего на два дня уходит в пьяный загул.
Когда Билл возвращается домой, то видит у своих дверей телефониста Джима (Росс Эллиотт), который пришёл, чтобы отключить линию и забрать телефон за неуплату. Пока Джим работает, Билл находит телеграмму от Мэри, сообщающей, что Нэнси серьёзно пострадала в автоаварии около Чикаго, и что завтра она позвонит, чтобы сообщить о результатах операции. Билл умоляет Джима не отключать телефонную линию ещё на сутки, обещая найти необходимые 53 доллара и оплатить счёт. Однако Джим объясняет, что линия уже и так отключена, но соглашается оставить телефонный аппарат на 24 часа. На протяжении нескольких часов Билл обходит друзей, банки и кредитные компании с просьбой дать ему денег взаймы или в кредит, однако без гарантий оплаты и в такие короткие сроки никто не соглашается пойти ему навстречу. Лишь Пегги (Марша Джонс), симпатичная продавщица гамбургеров в уличном киоске, услышав его историю, из жалости даёт ему 5 долларов. В этот момент мальчик по имени Бобби Кимболл (Гордон Геберт) на велосипеде случайно сбивает собаку Билла, которая получает лёгкую травму лапы.
Подавленный происшествием, Бобби идёт вслед за Биллом к нему домой. Он рассказывает, что живет без родителей со старшей сестрой Бэбс (Джуди Брубейкер), которая собирается выйти замуж, а его хочет отдать в сиротский приют. Билл сообщает мальчику о собственных бедах, и Бобби немедленно предлагает ему 57 долларов 75 центов, которые накопил, работая на рынке. Не имея других вариантов, Билл соглашается взять у Бобби деньги, обещая вернуть их при первой возможности. Они отправляются к Бобби домой, где Билл знакомится с Бэбс. Затем они идут в спальню Бобби, где на кровати спит жених Бэбс по имени Арт (Боб Фэллон). Билл и Бобби видят, как из его кармана выпала на кровать связка денег, в которой больше 100 долларов. Бобби не может найти коробку со своими деньгами, и тогда Бэбс признаётся, что спрятала их от Бобби, чтобы он не растратил их на всякие глупости. Билл просит обращаться с братом подобрее, но она его не слушает.
Билл уходит, но вскоре Бобби догоняет его, сообщая, что забрал у спящего Арта выпавшую из его кармана связку денег. Билл сначала отказывается взять деньги, но в конце концов, договаривается с Бобби, что возьмёт ту сумму, которая ему требуется, а когда Бобби найдёт свои деньги, то всё вернёт на место так, чтобы Арт даже не узнал, что кто-то их брал. С деньгами они спешат в телефонную компанию, однако выясняется, что офис компании уже закрылся до утра. Удручённый Билл поначалу не хочет общаться с Бобби, но затем приходит в себя и вечером ведёт мальчика на бейсбольный матч. Там увлечённый игрой Бобби теряет деньги, выронив их из кармана своих брюк, однако какая-то добрая дама находит их и передаёт в бюро находок. Возвращая Биллу деньги, сотрудник бюро находок советует и ему следовать примеру этой дамы и жить правильно. Под влиянием этих слов Билл решает сам пойти к Арту, отдать ему деньги и извиниться. Дома Билл укладывает Бобби в постель, а сам остаётся ждать в гостиной возвращения Арта и Бэбс. В ожидании он берёт телефон и набирает номер полиции в Чикаго, чтобы узнать о судьбе дочери. В этот момент возвращаются Бэбс и Арт, которым Билл пытается объяснить, что пришёл вернуть деньги и извиниться. Однако Арт, не желая ничего слушать, вышвыривает Билла на улицу и угрожает вызвать полицию.
Бредя по ночной улице, Билл заходит на стройку, где умоляет бригадира дать ему работу в ночную смену. Проработав всю ночь, Билл получает достаточно денег, чтобы утром позвонить в Чикаго из городского таксофона. Однако полицейские не могут найти Нэнси ни в одной из городских больниц, предполагая, что она могла оказаться где-то за пределами Чикаго. Тем временем Бобби ожидает Билла у порога его квартиры, и когда появляется телефонист Джим, маленький мальчик умоляет его помочь Биллу. Затем Бобби находит Билла, сообщая ему, что к нему домой может прийти полиция, которую направил Арт. Так и не получив никаких известий из Чикаго, Билл вместе с Бобби направляется в свою квартиру. Бобби рассказывает Биллу, что к нему приходил Джим, чтобы забрать телефон. Когда они приходят домой, Биллу неожиданно звонит Джим, который проводит работы на телефонном столбе. Он сообщает, что Бобби так настойчиво уговаривал его не отключать телефон, что он решил восстановить ему бесплатно связь на один час, чтобы Билл мог бы принять звонок от Мэри.
Вскоре приезжает полиция, чтобы арестовать Билла. Когда Билла уже выводят на улицу, раздаётся телефонный звонок. Билл вырывается из рук полицейских и хватает трубку. Копы и Бобби слышат, как Мэри сообщает Биллу о том, что Нэнси умерла. Видя подавленное состояние Билла, детективы звонят сержанту, после чего отпускают Билла и уезжают. Не замечая следующего за ним Бобби, Билл бездумно блуждает по городским улицам, несколько раз едва не попадая под колёса автомобилей. Наконец, он добирается до железнодорожных путей, где как будто собирается броситься под движущийся на него поезд. Бобби видит это, однако на несколько секунд обзор мальчику закрывает встречный поезд. Решив, что Билл уже погиб, Бобби начинает истерически рыдать. После прохода поезда стрелочник подбирает мальчика и отводит его к Биллу, спрашивая, не его ли это сын, и не собирался ли он только что покончить с собой. Билл уверяет обоих, что не собирается себя убивать, а затем говорит стрелочнику, что Бобби — его сын, после чего, обнявшись, они уходят.

## В ролях
- Дэн Дьюриа — Уильям Р. Кэннон
- Мэри Андерсон — Мэри Кэннон
- Гордон Геберт — Бобби
- Росс Эллиотт — Джим
- Мелинда Плаумен — Ненси Кэннон
- Джуди Брубейкер — Барбара «Бэбс» Кимболл
- Марша Джонс — Пегги
- Рой Энджел — Пит

## Создатели фильма и исполнители главных ролей
Режиссёр и сценарист австрийского происхождения Джон Рейнхардт к моменту создания этой картины поставил такие низкобюджетные фильмы нуар, как «Прилив» (1947), «Виновный» (1947) и «Ради тебя я умираю» (1947).
Дэн Дьюриа был одним из ведущих актёров жанра фильм нуар благодаря ролям в таких фильмах, как «Женщина в окне» (1944), «Улица греха» (1945), «Чёрный ангел» (1946), «Крест-накрест» (1949), «Кража» (1948), «Слишком поздно для слёз» (1949), «Криминальная история» (1950) и других.

## История создания фильма
Рабочее название этого фильма — «От человека человеку» (англ.  Person-to-Person).
Это единственный фильм продюсерской компании Arrowhead Pictures.
Большая часть фильма снималась на улицах в центре Лос-Анджелеса, особенно, в квартале Bunker Hill. В частности, персонаж Дьюриа жил в комплексе Sunshine Apartments, который расположен напротив знаменитого фуникулёра Angels Flight.

## Оценка фильма критикой

### Общая оценка фильма
Современные историки кино дают фильму в целом позитивную оценку. Так, Деннис Шварц назвал картину «мягкой мелодрамой о хорошем парне и семьянине, у которого всё рушится после того, как жена уходит от него из-за его пьянства». По словам критика, эта «слабая исходная посылка однако хорошо срабатывает благодаря убедительной и симпатичной игре Дьюриа в роли в общем-то хорошего человека, которого преследуют поступки его прошлого». В целом, по мнению Шварца, «эта малая мелодрама, несмотря на свой надуманный сюжет, трогает зрителя своим полным надежды посланием, что, несмотря на трагедию, человек может начать жизнь заново, если сможет взглянуть на неё свежим взглядом». Крейг Батлер выразил мнение, что «определённо, это не выдающийся фильм, тем не менее, он производит впечатление благодаря сильной игре Дэна Дьюриа. Многие зрители без сомнения будут тронуты фильмом: в конце концов, это фильм того типа, который намеренно ведёт к тому, чтобы эмоциональные кнопки были нажаты настолько сильно, насколько это только возможно». Но, по словам Батлера, «многие зрители также почувствуют, что ими манипулируют, и на то есть основания. К сожалению, через некоторое время явные и очевидные манипуляции в сценарии начинают раздражать».
Леонард Молтин, обратив внимание на «слабенькую завязку», охарактеризовал картину как «неострую, но мастерски сделанную работу». Отметив нуаровую идею картины о «былых грехах алкоголика, которые настигают его», Хэл Эриксон описывает главный вопрос, поставленный в фильме следующим образом — «толкнёт ли Кэннона трагическая гибель дочери за край или вдохновит его начать новую жизнь?».
Как пишет Майкл Янг, «Билл Кэннон (которого воплощает, а не играет Дэн Дьюриа) является неудачником и бедолагой, даже по стандартам нуара. Его трудности превращают фильм в нечто большее, чем стандартный нуар. Это не нуар в чистом виде. Его главная цель — имитировать неореалистическое движение послевоенного итальянского кино. Соавтор сценария и режиссёр Джон Рейнхардт не пытается создавать рутинную историю преступления и наказания. Всё, что происходит в фильме, могло бы произойти в жизни любого человека». Как далее пишет критик, «фильм достаточно амбициозен, чтобы выйти за жанровые границы и бюджетные ограничения. К счастью, это независимый проект. Если бы производством картины занимался, скажем, департамент фильмов категории В студии Metro-Goldwyn-Mayer, то в нём появились бы тяжеловесные моральные поучения, а также „жизнеутверждающее“ послание, что полностью выхолостило бы суть фильма». По мнению Янга, «то, что могло бы стать стандартным голливудским рассказом о неудачнике, который переворачивает свою жизнь, становится неторопливой и плавной симфонической поэмой о бедности и отчаянии. Билл Кэннон страдает не так, как обычные персонажи нуаров, его проблемы и страдания до боли реальны». Подытоживая своё мнение, критик пишет: «Несмотря на его половинчатый хэппи-энд — который никого не убеждает с учётом прошлого героя — фильм относится к числу самых отчаянных и безжалостных фильмов нуар». По мнению критика, «на фильм не обращали должного внимания и не оценили его в полной мере» лишь потому, что «в нём нет широкополых шляп, роковых женщин и сверкающих револьверов».

### Оценка работы режиссёра и творческой группы
По мнению Янга, режиссёр Рейнхардт, «кажется, определённо вдохновлялся тяжёлыми, нелицеприятными работами» итальянских неореалистов Витторио де Сика и Лукино Висконти. Как отмечает Батлер, «работу Рейнхардта вряд ли можно назвать тонкой, но он точно знает, как показать Дьюрию в главной роли».
Янг полагает, что помимо Дьюриа «негласной звездой этого фильма является оператор Роберт Де Грассе. Его картины жизни центра Лос-Анджелеса трогательны и атмосферны. Особенно хороши ночные сцены фильма. Они запечатлели сонное шевеление города, который не может себе позволить спать, независимо от того, насколько он устал». Далее критик пишет: «Как и другие независимые нуары, снятые в Лос-Анджелесе, в частности, „М“ Джозефа Лоузи, фильм выжимает максимум из натурных съёмок в самых жалких и обшарпанных районах города. Эти давно уже разрушенные дешёвые кварталы остались живы благодаря таким фильмам». Шварц также отмечает, что «фильм хорошо показывает жилые кварталы рабочего класса в Лос-Анджелесе».

### Оценка актёрской игры
Критики высоко оценили работу Дэна Дьюриа в этой картине. По словам Батлера, Дьюриа, «который чаще всего играл бандитов того или иного типа, играет здесь персонажа, определённо намного более симпатичного. У него по-прежнему есть недостатки, и немалые, но у него также достаточно доброты, в результате чего зритель начинает за него переживать». Как отмечает критик, «никто не умеет играть с такой тревогой и отчаянием, как Дьюриа, кроме того, у него есть несколько нежных и трогательных моментов, и все эти моменты он использует как надо».
Янг также пишет, что «не каждый актёр сыграл бы роль Билла Кэннона так, как это делает Дьюриа. Ни один другой актёр не мог бы столь идеально донести отчаяние, нервное потоотделение и отсутствие решимости. Его способность воплотить бедолагу настолько хорошо спасает фильм. Он не злодей, и не святой, он просто такой, какой есть. Это лучший момент в его кинокарьере — всё внимание сосредоточено только на нём, и его игра остаётся в памяти надолго после окончания фильма».